# Tol Morwen
Tol Morwen (que significa «isla de Morwen» en sindarin) es un lugar ficticio que forma parte del legendarium creado por el escritor británico J. R. R. Tolkien y que aparece en su novela póstuma El Silmarillion. Es el nombre de una isla situada en el noroeste del mar Belegaer, que se formó tras la anegación de las tierras de Beleriand al final de la Primera Edad del Sol. 
En ella se encontraban las tumbas de Túrin y su madre, Morwen. Esta isla era en un principio Cabed-en-Aras, una profunda garganta sobre la que volcaba sus aguas el río Teiglin y donde Túrin 
dio muerte al dragón Glaurung. Glirhuin, un vidente y arpista del bosque de Brethil, compuso un canto en el que decía que aunque el mundo quedara anegado (como en verdad le ocurrió a Beleriand), el mar nunca cubriría estas tumbas.